# Zaniówka
Zaniówka [pronunciación en polaco: /zaˈɲufka/] es un pueblo ubicado en el distrito administrativo de Gmina Parczew, dentro del condado de Parczew, voivodato de Lublin, en el este de Polonia. Se encuentra a unos 10 kilómetros al este de Parczew y a 56 kilómetros al noreste de la capital regional Lublin.

## Descubrimientos recientes
En marzo de 2023, se descubrió un tesoro que pesaba 3 kg en una vasija de cerámica que contenía 1.000 coronas y chelines lituanos del siglo XVII.